# Distrito de Alebtong
El distrito de Alebtong es uno de los ciento once distritos que dan origen a la actual organización territorial de la República de Uganda. Su ciudad capital es la ciudad de Alebtong.

## Localización
Alebtong comparte fronteras con el distrito de Otuke al norte, con el distrito de Amuria al este, limita con por el oeste con el distrito de Lira y con el distrito de Dokolo por el sector sur.

## Población
El distrito de Alebtong cuenta con una población total de 227 541 habitantes según las cifras suministradas por el censo poblacional llevado a cabo durante el año 2014 en Uganda.